# 今泉慎也
今泉 慎也（いまいずみ しんや、1983年1月26日 - ）は、日本のバンドPhilHarmoUniQueのベーシスト。
2010年PhilHarmoUniQueの活動を休止し現在は君の云う通りを一人で立ち上げた。

## 人物
- 愛知県名古屋市生まれ。
- 中学生の頃、尾崎豊に憧れ音楽を始める。
- 血液型はB型と親に言われていたが成人式の日に献血に行き、O型であると判明。
- 使用ベースは、フェンダー・ジャズベース、ミュージックマン・スティングレイを使用
- 君の云う通りではDTMを使った曲が多く、作詞、作曲、ピアノから歌などもこなす。
- 五郎川陸快とも君の云う通りでは競演しているが正式加入は発表されていない。
- 2012年9月3日渋谷O-westにて五郎川とアコースティックスタイルで初ライブを行う。
- 明るい性格で、PhilHarmoUniQueのメンバーからはバンドの「ママ」とも呼ばれていた。
- 趣味はマンガと映画。　特に好きな映画に「レオン」やチャップリンの「街の灯」等を上げている。

## 音楽
- 影響を受けたアーティストに尾崎豊をあげている。

## 歴史
- 2002年　名古屋で「自由人」を結成。
- 数々のオーディションで賞を受賞。
- 新星堂オーディションCHANCE東海大会にて優勝。全国大会にて優秀賞
- UKPのハイラインレコードからミニアルバム２枚、フルアルバム１枚をリリース
- 2007年には活動拠点を名古屋から東京に。　バンド名を自由人から「フィルハーモユニーク」に改名。
- ORSからメジャーデビュー。　シングル２枚、ミニアルバム１枚、フルアルバム１枚をリリース
- 2007年SUMMER SONIC、COUNTDOWN JAPANなどの大規模ロック・フェスティバルに出演。
- ３ヶ月にわたり全国40本ツアーを行う。
- 2010年活動休止を発表。
- 2012年君の云う通りを立ち上げる。